# Estación de Totana
Totana es una estación de ferrocarril situada en el municipio español homónimo, en la Región de Murcia. Forma parte de la línea C-2 de Cercanías Murcia/Alicante. Cuenta también con servicios de larga distancia.

## Situación ferroviaria
Se encuentra en la línea férrea de ancho ibérico Murcia-Águilas, pk 35 a 171,33 metros de altitud.

## Historia
La estación fue inaugurada el 28 de marzo de 1885 con la apertura al tráfico de la línea Alcantarilla-Lorca. Las obras corrieron a cargo de la Sociedad Anónima Crédito General de Ferrocarriles. Disuelta en 1891, los derechos sobre la línea pasaron al Banco Hispano-Colonial, que decidió crear en 1900 la Sociedad del Ferrocarril de Alcantarilla a Lorca para la explotación del trazado. En 1941 con la nacionalización del ferrocarril en España la estación pasó a depender de RENFE.
También esta estación hubiese llegado a formar parte de la línea ferroviaria Mazarrón-Totana-Cartagena, un ambicioso proyecto que planteaba unir los puertos de Cartagena, Mazarrón y Águilas con el de Cádiz que formaba parte del Plan Guadalhorce pero no se llegó a finalizar. En la actualidad el trazado forma parte de la vía verde Totana - Cartagena.
Desde el 31 de diciembre de 2004 Adif es la titular de las instalaciones ferroviarias.

## Servicios ferroviarios

### Larga Distancia
Realizan parada dos Intercity, con destinos Barcelona y Madrid (este último semanal desde Águilas).

### Cercanías
Pertenece a la línea C-2 de Cercanías Murcia/Alicante. La frecuencia media de paso es de 60 minutos en cada dirección.
Los servicios ferroviarios se encuentra suspendidos debido a las obras para lalínea de alta velocidad Murcia-Almería y la vía ha sido desmantelada al sur de la localidad. El servicio ha sido sustituido por un autobús que pasa cada hora.